# Municipio de Conyngham (condado de Luzerne)
El municipio de Conyngham  (en inglés: Conyngham Township) es un municipio ubicado en el condado de Luzerne en el estado estadounidense de Pensilvania. En el año 2000 tenía una población de 1.385 habitantes y una densidad poblacional de 33.7 personas por km².

## Geografía
El municipio de Conyngham se encuentra ubicado en las coordenadas 41°08′00″N 76°07′59″O / 41.13333, -76.13306.

## Demografía
Según la Oficina del Censo en 2000 los ingresos medios por hogar en la localidad eran de $31,667 y los ingresos medios por familia eran $38,681. Los hombres tenían unos ingresos medios de $29,688 frente a los $22,917 para las mujeres. La renta per cápita para la localidad era de $16,946. Alrededor del 10,3% de la población estaban por debajo del umbral de pobreza.